# Ølen
Ølen war eine Kommune im norwegischen Fylke Rogaland. Am 1. Januar 2006 wurde die Kommune mit der Kommune Vindafjord zu neuen Kommune Vindafjord vereint.
Die Kommune Ølen lag auf der Haugaland genannten Halbinsel im Norden von Rogaland. Sie grenzte auf der Landseite im Südwesten an Vindafjord und im Osten an Etne. Von der Seeseite grenzte Ølen im Nordosten an Kvinnherad, im Nordwesten an Stord und im Westen an Sveio. 
Vor dem 1. Januar 2002 gehörte Ølen zum Fylke Hordaland. 